# Clase Riga
La  Clase Riga fue la designación OTAN para una clase de fragatas construidas para la Marina soviética en los  1950s. La denominación soviética para estos barcos era Storozhevoi Korabl (Barco escolta) Project 50 Gornostay (armiño ). La Clase Riga es análoga a los destructores de escolta de la era de la Segunda Guerra Mundial  . 

## Diseño

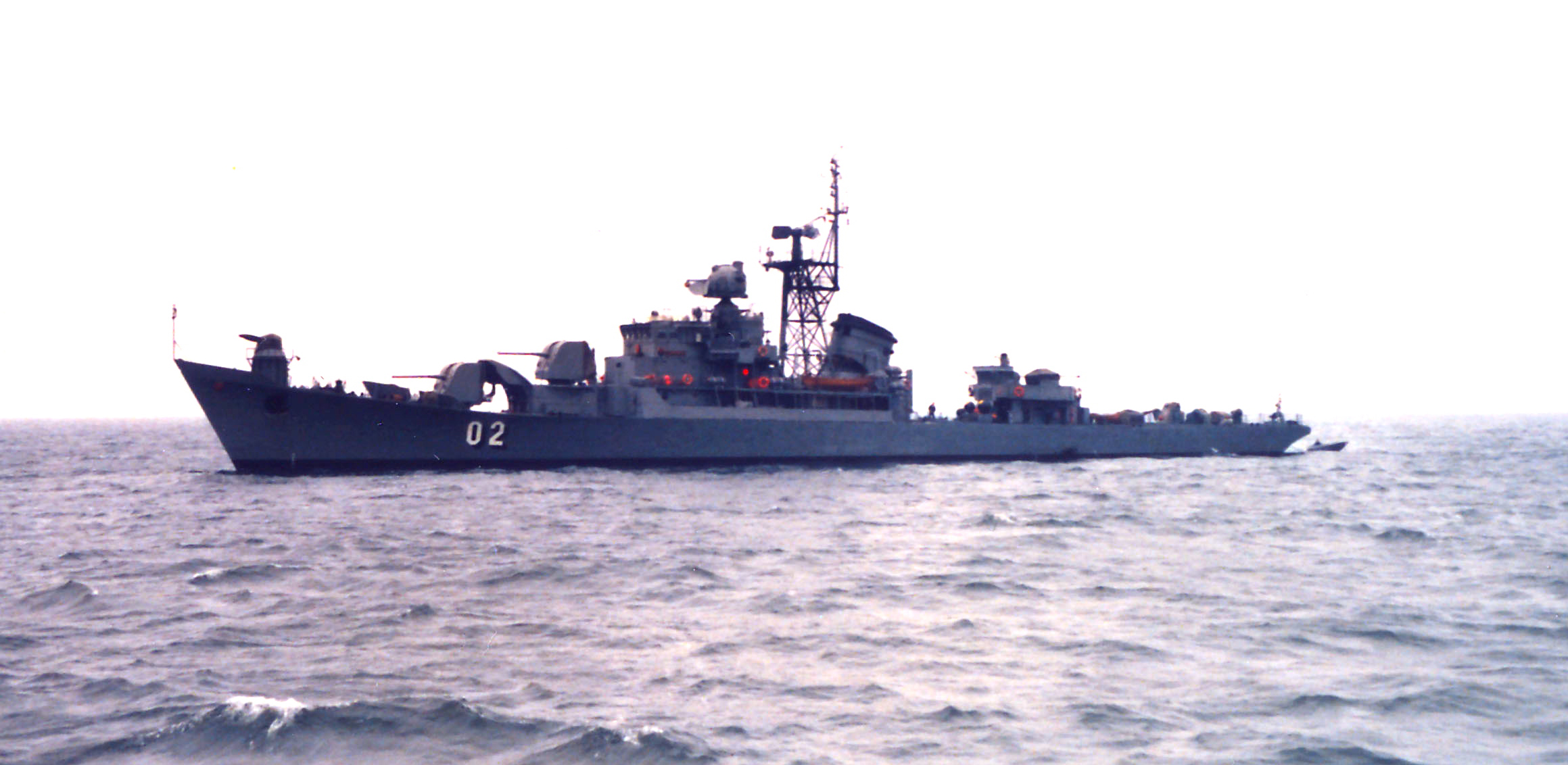
La fragata finlandesa clase Riga "Hämeenmaa" en 1983 en el Golfo de Finlandia.

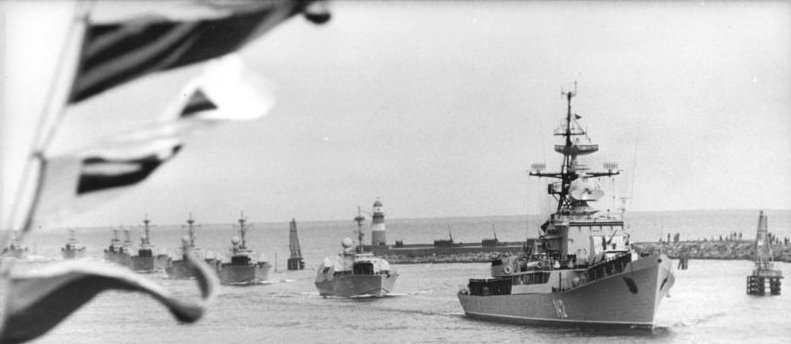
La Fragata Clase Riga de la Volksmarine Karl Marx pasa desfile en Rostock para la celebración del 25 aniversario de la República Democrática Alemana. La siguen 4 lanchas misileras Clase OSA

Estos buques eran versiones de menor tamaño y simplificadas de las fragatas Clase Kola.   de acuerdo a Conway estos barcos fueron ordenados directamente por Stalin quien estaba preocupado por el costo de los grandes buques. La clase introdujo turbinas de gas de gran presión y nuevos radares al servicio soviético.  Las torretas del puente y los cargadores estaban cubiertos por una delgada armadura de 8mm  . El armamento principal eran 3 cañones individuales de 100mm a control remoto con un solo director de tiro Yakor . La maquinaria comprendía dos turbinas de vapor TV-9 con dos calderas y tuvo problemas al comienzo de funcionamiento.
Hubo un programa de modernización llamado Project 50 A a finales de los años 1950 y principios de los 1960. Este programa incluyó el ajuste de cohetes antisubmarinos (RBU-2500) , radar, y nuevo lastre permanente para mejorar la estabilidad.

## Barcos
Un total de 68 barcos fueron construidos:
- Astilleros de Nikolayev  20 barcos),
- Komsomolsk na Amure (7 barcos)
- Kaliningrad (41 barcos).

La mayoría de los barcos fueron puestos fuera de servicio en 1980, sin embargo algunos fueron vendidos a China. El programa fue recortado por Jruschov en 1956  cuando los barcos se volvieron obsoletos y el último fue completado en 1958.

## Operadores
Armada de Bulgaria3 barcos (Druzki, Smely and Bodry) operados en 1958-1990, fuera de servicio en 1990
 Marina del Ejército Popular de Liberación5 buques fueron construidos para la  Marina del Ejército de Liberación Popular los que serían ensamblados en China como la Clase Jinan.  Los chinos más tarde fabricarían sus propias versiones reacomodando los sistemas de armas como en la Clase Jiangnan
 Armada Finlandesa2 barcos (Uusimaa y  Hämeenmaa) adquiridos en 1964, fuera de servicio en 1979 y 1985
 Volksmarine4 buques  (Ernst Thälmann, Karl Marx, Karl Liebknecht, Friedrich Engels)
 Armada de Indonesia7 buques transferidos en 1962-64,  fuera de servicio en 1971-86
 Armada Soviética : 67 buques construidos.